# Radio Melodía FM 99.3
Radio Melodía FM 99.1 es una emisora radial de Bolivia que transmite desde la  Ciudad de La Paz.

## Historia
Nació al aire el 15 de febrero de 1986. En una primera etapa la emisora orientó su programación exclusivamente a la difusión de música romántica, en castellano como en inglés, sin embargo, después de dos años, en 1988, se adopta un formato totalmente latino y se asume el denominativo de "La Mejor Radio Latina". A partir de entonces, Melodía se ha constituido en la emisora de mayor sintonía radial en la ciudad de La Paz.
Fundada por el ingeniero Henry Dueri y su esposa Leonora Mujía de Dueri, forma parte del grupo de radios más prestigiado de Bolivia, Dueri Media Group.
Actualmente la Radio difunde temas musicales cantadas en su mayoría en español, como también en portugués, italiano y francés. Últimamente la Radio también ha difundido temas musicales cantadas en spanglish, dependiendo de los géneros musicales que la emisora las presenta a disposición de la audiencia.
El 16 de febrero de 2013 cambia de frecuencia de FM a 99.1 MHz, por disposición de la A.T.T. (Autoridad de Fiscalización y regulación de Telecomunicaciones y Transportes).

## Ranking Anuales
| Año  | Posición                                                                  | Posición                                                | Posición                                                    |
| Año  | 1.º                                                                       | 2.º                                                     | 3.º                                                         |
| ---- | ------------------------------------------------------------------------- | ------------------------------------------------------- | ----------------------------------------------------------- |
| 1986 | Juan Santana: Al otro lado del Atlántico.                                 | Cadillac: Perdí mi Oportunidad.                         | Miguelo: Colegiala.                                         |
| 1987 | Franco de Vita: Fantasia.                                                 | Franco de Vita: Solo me Importas Tú.                    | Franco de Vita: Somos Tres.                                 |
| 1988 | Karina: Se como duele.                                                    | José Luis Rodríguez El Puma: Sueño contigo.             | Adrián Barrenechea: Entre susurros.                         |
| 1989 | Postdata: Ingrato amor.                                                   | Pablo Ruiz: Lady, Lady.                                 | Mecano: Mujer contra Mujer.                                 |
| 1990 | Proyecto M: Tú Mi Amor Eres Tú.                                           | Luis Miguel: Todo excepto a Ti.                         | Milton Cortez: No me morire de amor.                        |
| 1991 | Juan Luis Guerra: Burbujas de amor.                                       | Los Prisioneros: Estrechez de Corazón.                  | Chayanne: Completamente Enamorados.                         |
| 1992 | Luis Miguel: Te Extraño.                                                  | Mecano: El 7 de septiembre.                             | Cristian Castro: No Podrás.                                 |
| 1993 | Maná: Vivir sin aire.                                                     | Café Tacvba: María.                                     | Ricky Martin: Me Amarás.                                    |
| 1994 | Laura Pausini: La Soledad.                                                | Marta Sánchez: Desesperada.                             | Maná: Oye mi Amor.                                          |
| 1995 | Alejandro Sanz: Mi soledad y yo.                                          | Ricky Martin: Te extraño, te olvido, te amo.            | Marta Sánchez: Arena y sol.                                 |
| 1996 | Cristian Castro: Amor.                                                    | Enrique Iglesias: Por amarte.                           | Madonna: Verás.                                             |
| 1997 | Luis Miguel: Por debajo de la mesa.                                       | Fey: Azúcar y amargo.                                   | Enrique Iglesias: Enamorado por primera vez.                |
| 1998 | DLG: La quiero a morir.                                                   | Face to Face: Ámame una vez más.                        | Alejandro Sanz: Corazón partío.                             |
| 1999 | Noelia: Tú.                                                               | Michelangelo: La Dueña De Mis Sueños.                   | Chayanne: Lo Dejaría Todo.                                  |
| 2000 | Son By Four: A Puro Dolor.                                                | Marco Antonio Solís: Si No Te Hubieras Ido.             | Shakira: Ojos Así.                                          |
| 2001 | N Sync: Yo Te Voy a Amar.                                                 | Chayanne: Yo Te Amo.                                    | Christina Aguilera: Pero Me Acuerdo De Ti.                  |
| 2002 | Lara Fabian: Quédate.                                                     | Shakira: Suerte.                                        | Thalia: No Me Enseñaste.                                    |
| 2003 | Ricardo Arjona: El Problema.                                              | Chayanne: Un Siglo Sin Ti.                              | Maná: Mariposa Traicionera.                                 |
| 2004 | Franco de Vita y Sin Bandera: Si La Ves.                                  | Chayanne: Cuidarte El Alma.                             | Ricardo Montaner y Alessandra Rosaldo: Amarte Es Mi Pecado. |
| 2005 | Juanes: La Camisa Negra.                                                  | Shakira y Alejandro Sanz: La Tortura.                   | RBD: Sálvame.                                               |
| 2006 | Shakira y Wyclef Jean: Hips Don't Lie o Será, Será.                       | Ricardo Arjona e Intocable: El Mojado.                  | La Oreja de Van Gogh: Dulce Locura.                         |
| 2007 | Juanes: Me Enamora.                                                       | Alejandro Fernández: Te Voy A Perder.                   | Gloria Trevi: Sufran Con Lo Que Yo Gozo.                    |
| 2008 | Gloria Trevi: El Favor De La Soledad.                                     | AU-D: Aire Al Respirar.                                 | Camila y Kenny G: Es Hora De Decir Adiós.                   |
| 2009 | Luis Fonsi con Aleks Syntek, David Bisbal y Noel Schajris: Aquí Estoy Yo. | La Oreja de Van Gogh: Jueves.                           | Álex Ubago: Me Arrepiento.                                  |
| 2010 | Camila: Mientes.                                                          | Enrique Iglesias y Juan Luis Guerra: Cuando me enamoro. | Shakira: Gitana.                                            |
| 2011 | AB Quintanilla, DJ Kane y Luis Enrique: Invisible.                        | Franco de Vita y Alejandra Guzmán: Tan solo tú.         | Maná: Lluvia al corazón.                                    |
| 2012 | Jesse & Joy: Corre.                                                       | Romeo Santos y Mario Domm: Rival.                       | Maná: Hasta que te conocí.                                  |
| 2013 | Marc Anthony: Vivir mi vida.                                              | Thalía y Prince Royce: Te perdiste mi amor.             | Tercer Cielo y Annette Moreno: Demente.                     |
| 2014 | Enrique Iglesias con Descemer Bueno y Gente de Zona: Bailando.            | Marc Anthony: Cambio de piel.                           | La Ley: Olvidar.                                            |
| 2015 | Nicky Jam y Enrique Iglesias: El perdón.                                  | Ricky Martin y Yotuel Romero: La mordidita.             | Tercer Cielo: No crezcas más.                               |
| 2016 | Enrique Iglesias y Wisin: Duele el corazón.                               | Thalía y Maluma: Desde esa noche.                       | Carlos Vives y Shakira: La bicicleta.                       |
| 2017 | Luis Fonsi y Daddy Yankee: Despacito.                                     | J Balvin y Willy William: Mi gente.                     | CNCO: Reguetón lento.                                       |
| 2018 | Sofía Reyes con Jason Derulo y De la Ghetto: 1,2,3.                       | Luis Fonsi y Demi Lovato: Échame la culpa.              | Enrique Iglesias y Bad Bunny: El baño.                      |
| 2019 | Daddy Yankee y Snow: Con calma.                                           | Octavia: Comunión perfecta.                             | MDO: Enamorao.                                              |
| 2020 | Matamba: El bolero.                                                       | Luis Ángel Márquez: Tú me haces falta (versión 2019).   | Maluma: Hawái.                                              |
| 2021 | Luis Ángel Márquez: Mi vida eres tú.                                      | Bonny Lovy: Cumbia boliviana.                           | Daddy Yankee y Marc Anthony: De vuelta.                     |
| 2022 | Shakira y Rauw Alejandro: Te felicito.                                    | Lasso: Ojos marrones.                                   | Axel: Solo por hoy.                                         |
| 2023 | Shakira y Bizarrap: Music Sessions, Vol. 53.                              | Grupo Frontera y Bad Bunny: Un x100to.                  | Chayanne: Bailando bachata.                                 |
| 2024 | Karol G: Si antes te hubiera conocido.                                    | Matisse: No disponible.                                 | Diego Torres: Mejor que ayer.                               |

### Nota
Los Meloéxitos de la semana, de Radio Melodía, es un referente en Radios de toda Bolivia ya que es tomado en cuenta para la elaboración de otros listados semanales y mensuales.